# Stockhof (Gemeinde Bischofstetten)
Stockhof ist ein Weiler in der Ortschaft Strohdorf in der Katastralgemeinde und Marktgemeinde Bischofstetten in Niederösterreich.

## Geografie
Der Weiler Stockhof liegt drei Kilometer nördlich von Bischofstetten und ist von der Manker Straße (B29) über die Landesstraße L5297 erreichbar.

## Geschichte
Im Franziszeischen Kataster von 1821 ist Stockhof mit einem Gehöft verzeichnet.